# 盖恩霍芬
盖恩霍芬是德国巴登-符腾堡州的一个市镇。总面积12.55平方公里，总人口3223人，其中男性1547人，女性1676人（2011年12月31日），人口密度257人/平方公里。